# Rallye Safari 1986
Le Rallye Safari 1986 (34th Marlboro Safari Rally), disputé du 29 mars au 2 avril 1986, est la cent-cinquante-et-unième manche du championnat du monde des rallyes (WRC) courue depuis 1973, et la quatrième manche du championnat du monde des rallyes 1986.

## Contexte avant la course

### Le championnat du monde
Ayant succédé en 1973 au championnat international des marques (en vigueur de 1970 à 1972), le championnat du monde des rallyes comprend généralement une douzaine manches, comprenant les plus célèbres épreuves routières internationales, telles le Rallye Monte-Carlo, le Safari ou le RAC Rally. Depuis 1979, le championnat des constructeurs a été doublé d'un championnat pilotes, ce dernier remplaçant l'éphémère Coupe des conducteurs, organisée à seulement deux reprises en 1977 et 1978. Le calendrier 1986 intègre treize manches pour l'attribution du titre de champion du monde des pilotes mais seulement onze sélectives pour le championnat des marques (le Rallye de Côte d'Ivoire et le Rallye Olympus en étant exclus). Les épreuves sont réservées aux catégories suivantes :
- Groupe N : voitures de grande production de série, ayant au minimum quatre places, fabriquées à au moins 5000 exemplaires en douze mois consécutifs ; modifications très limitées par rapport au modèle de série (bougies, amortisseurs).
- Groupe A : voitures de tourisme de grande production, fabriquées à au moins 5000 exemplaires en douze mois consécutifs, avec possibilité de modifications des pièces d'origine ; poids minimum fonction de la cylindrée.
- Groupe B : voitures de grand tourisme, fabriquées à au moins 200 exemplaires en douze mois consécutifs, avec possibilité de modifications des pièces d'origine (extension d'homologation portant sur 5% de la production[2]).

Après une année 1985 principalement dominée par Peugeot et sa 205 Turbo 16, la saison 1986 s'annonce beaucoup plus ouverte avec l'arrivée des nouvelles voitures de groupe B développées par Lancia, Ford, Austin Rover et Citroën, face au tenant du titre et à Audi qui alignent les dernières évolutions de leurs modèles existants. Victorieuse dès sa première sortie, au Rallye de Grande-Bretagne 1985, la Lancia Delta S4 a également remporté la manche inaugurale de cette nouvelle saison, toujours avec Henri Toivonen qui a battu la 205 T16 de Timo Salonen, champion du monde en titre. Peugeot a toutefois rétabli l'équilibre en Suède où sa nouvelle recrue, Juha Kankkunen, a devancé la Lancia de Markku Alén. Troisième épreuve du calendrier, le Rallye du Portugal proposait une affiche alléchante, avec l'engagement de cinq grands constructeurs et un total de douze 'Groupe B' d'usine. En tout début de parcours, une sortie de route d'une de ces voitures dans la foule a malheureusement endeuillé la course, entraînant une grève des pilotes professionnels afin de protester contre l'indiscipline des spectateurs, une première dans l'histoire du rallye. Aussi est-ce dans un climat tendu que va se dérouler l'épreuve africaine, épreuve fétiche de Toyota qui ne concourt pas pour le titre mondial mais ambitionne ici une troisième victoire consécutive.

### L'épreuve
Créé en 1953 par l'officier anglais Eric Cecil pour commémorer la venue au Kenya, alors colonie britannique, de la nouvelle reine Élisabeth II, le « Coronation Safari » devint rapidement une référence parmi les épreuves africaines, la longueur et la difficulté de son parcours jonché d'obstacles naturels (gués, bourbiers, ornières) attirant les constructeurs désireux de démontrer la solidité de leurs modèles. Lors de la période de décolonisation de la partie africaine de l'Empire britannique, l'épreuve, rebaptisée « East African Safari », continua à être régulièrement organisée. Les parties ougandaises et tanzaniennes du parcours furent utilisées jusqu'au début des années 1970, l'itinéraire se limitant depuis lors aux seules pistes kenyanes. Traditionnellement couru en période de Pâques, le Safari se déroule le plus souvent au début de la saison des pluies, mais parfois en fin de période sèche, sur des pistes extrêmement poussiéreuses, lorsque le départ a lieu en mars. Le classement général est établi sur la base des moyennes imposées, les équipages étant pénalisés pour tout écart sur le temps imparti. S'étant imposé à cinq reprises entre 1973 et 1982, Shekhar Mehta y détient le record de victoires. À la demande de la FISA, le parcours a cette année été amputé d'un millier de kilomètres par rapport aux éditions précédentes, avec suppression de la boucle passant par Mombasa, au bord de l'océan indien.

## Le parcours
- départ : 29 mars 1986 de Nairobi
- arrivée : 2 avril 1986 à Nairobi
- distance : 4 183,25 km

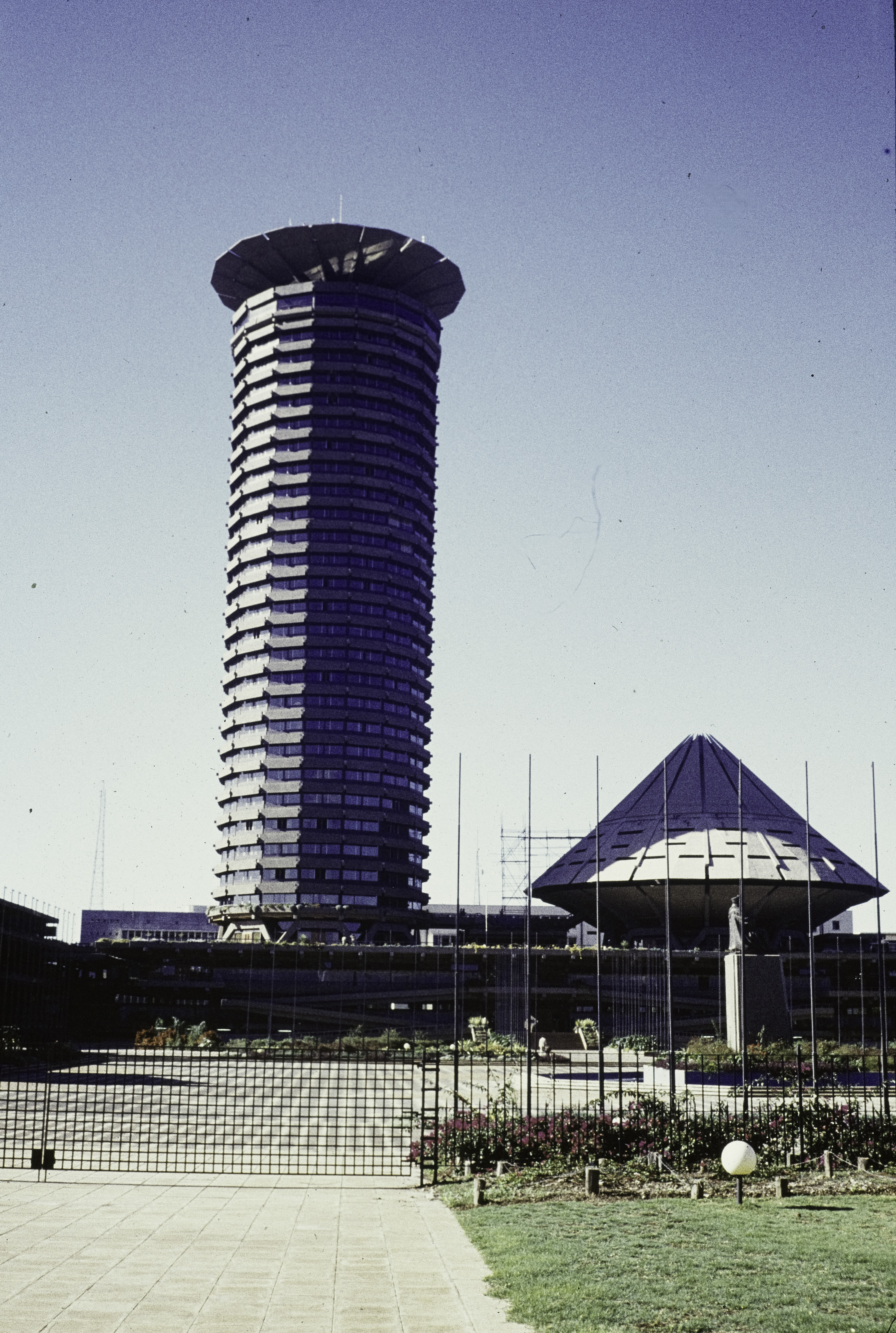
Départs et arrivées de chacune des étapes auront lieu face au KICC de Nairobi.

- surface : principalement terre et rocaille, rares tronçons asphaltés
- Parcours divisé en trois étapes, 71 contrôles horaires[5] (C.H.)

### Première étape
- Nairobi - Kilimandjaro Buffalo Lodge - Mtito Andei - Nairobi, du 29 au 30 mars
- distance : 1 286,8 km, 20 contrôles horaires

### Deuxième étape
- Nairobi - Nyahururu - Nairobi, du 30 au 31 mars
- distance : 1 251,3 km, 21 contrôles horaires

### Troisième étape
- Nairobi - Eldoret - Nairobi, du 1er au 2 avril
- distance : 1 645,15 km, 30 contrôles horaires

## Les forces en présence
- Peugeot

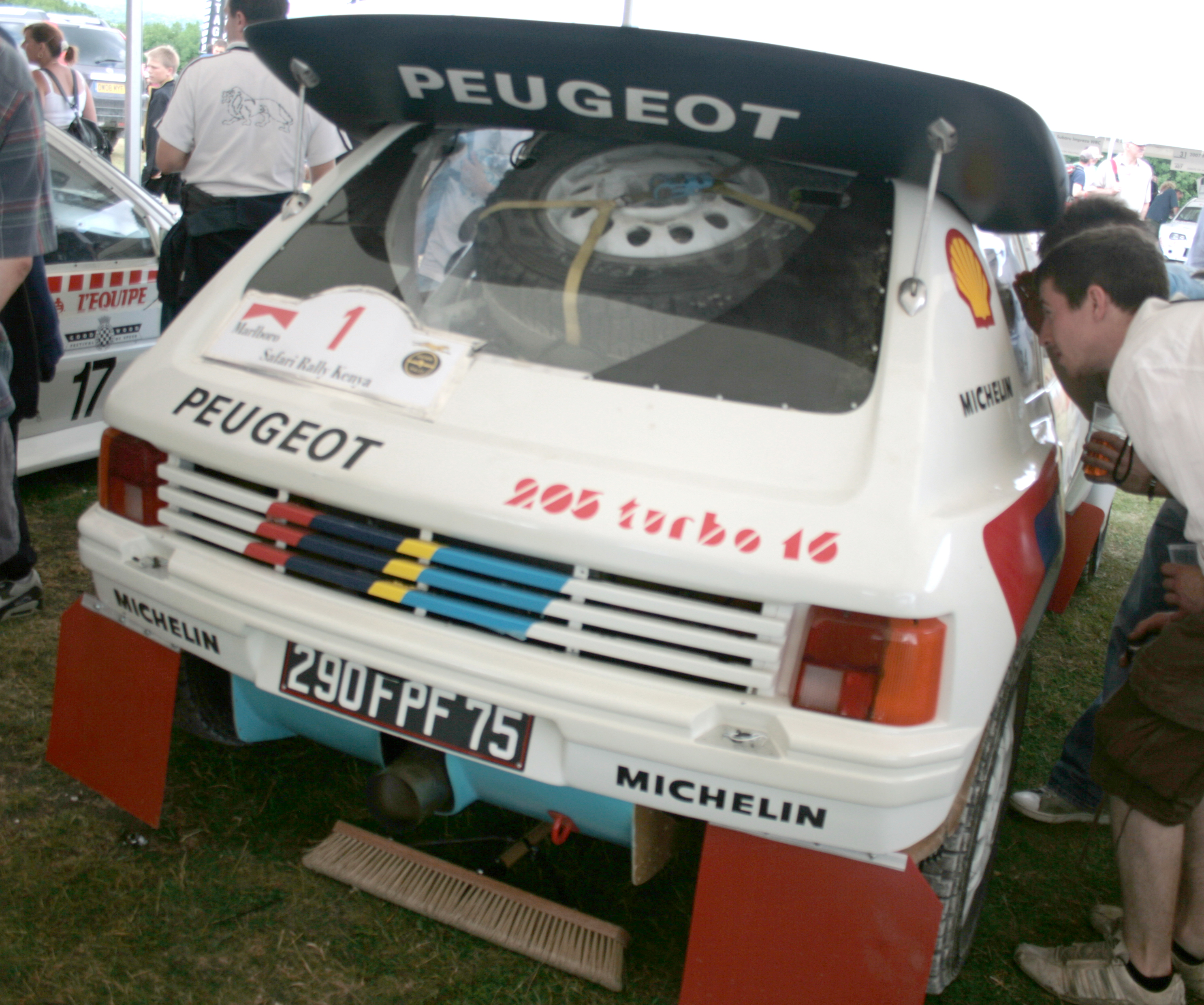
La Peugeot 205 Turbo 16 Évolution 2

Peugeot-Talbot Sport aligne deux 205 Turbo 16 Évolution 2 groupe B à transmission intégrale pour Juha Kankkunen et Shekhar Mehta. Spécialement préparées pour le Safari, ces voitures à moteur central arrière pèsent 1100 kg. Alimenté par un système d'injection électronique Bosch associé à un turbocompresseur Garrett, leur quatre cylindres de 1775 cm3 développe 400 chevaux à 7500 tr/min. La nouvelle boîte de vitesses à six rapports qui devait leur permettre une vitesse maximalee de 245 km/h n'a pas été homologuée à temps pour l'épreuve africaine, aussi les deux exemplaires utilisent-ils toujours la boîte cinq, autorisant 225 km/h en pointe. Les 205 ont une longueur de 3,83 mètres et sont chaussées de pneus Michelin.
- Lancia

Ne jugeant pas la Delta S4 suffisamment robuste pour les pistes africaines, la Scuderia Lancia a engagé trois Rally 037 groupe B, confiées à Markku Alén, Massimo Biasion et Vic Preston. Ces berlinettes à moteur central arrière pèsent 1030 kg. Alimenté par un système d'injection mécanique Bosch Kugelfischer couplé à un compresseur volumétrique Abarth, le quatre cylindres de 2111 cm3 délivre 320 chevaux à 8000 tr/min, permettant une vitesse de pointe de 210 km/h. Les pilotes privés Greg Criticos et Johnny Hellier prendront le départ sur des modèles identiques. Les Lancia utilisent des pneus Pirelli.
- Toyota

Vainqueur des deux éditions précédentes, le Toyota Team Europe présente un matériel impressionnant : en plus des trois coupés Celica Twin Cam Turbo groupe B confiés à Björn Waldegård, Erwin Weber et Lars-Erik Torph, l'équipe dirigée par Ove Andersson dispose en outre de deux modèles identiques d'assistance rapide (pilotés par Mohammed Ben Sulayem et Robin Ulyate), de deux avions Cessna 340, d'un hélicoptère, de quatre voitures comprenant chacune quatre mécaniciens d'intervention qui seront postées près des bourbiers ainsi que de vingt-six autres véhicules terrestres dont quinze camions. Dotées d'une transmission classique et pesant 1300 kg, les Celica TCT ont un moteur quatre cylindres de 2090 cm3 alimenté par un système d'injection électronique Nippon Denso, avec turbocompresseur KKK. La puissance maximale est de 360 chevaux à 8500 tr/min. Les Toyota utilisent des pneus Pirelli et peuvent atteindre 230 km/h. Engagé à titre privé, Ian Duncan est au volant d'une Corolla GT groupe A.
- Nissan

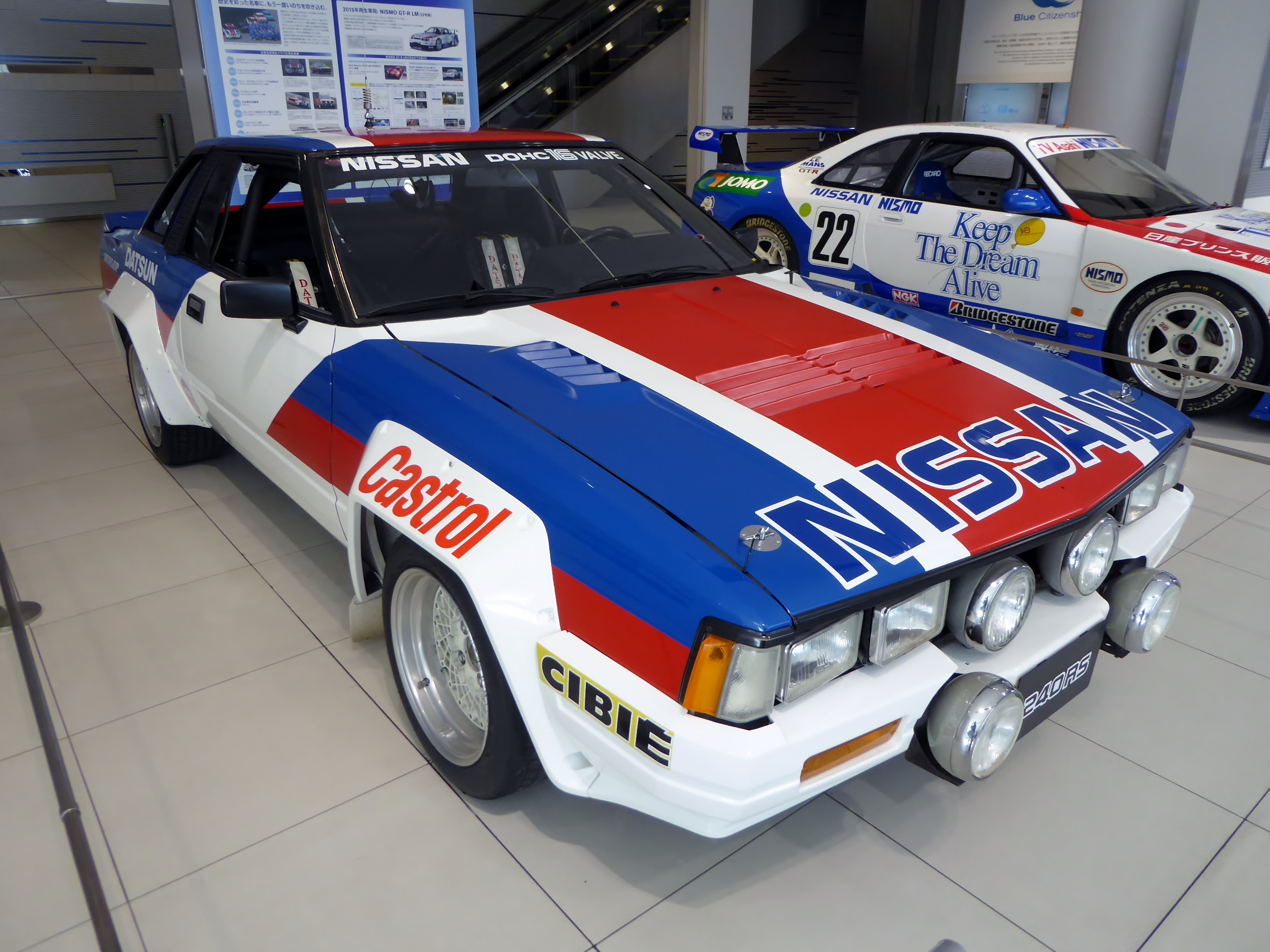
Trois Nissan 240RS groupe B seront au départ

Les pilotes indépendants Jayant Shah, Yosho Iwashita et Yasuhiro Iwase s'alignent sur des 240RS groupe B. Ces coupés à transmission classique sont mus par un moteur quatre cylindres de 2340 cm3 alimenté par deux carburateurs double corps Solex, d'une puissance d'environ 260 chevaux. Ils utilisent des pneus Dunlop.
- Opel

Basil Criticos s'aligne sur son Opel Manta 400 groupe B personnelle, coupé à transmission classique et moteur quatre cylindres de 2420 cm3 développé par Cosworth (deux carburateurs Weber double corps, 275 chevaux).
- Volkswagen

Volkswagen Motorsport a engagé deux Golf GTI groupe A (moteur quatre cylindres de 1781 cm3, injection mécanique Bosch, 170 chevaux), confiées à Kenneth Eriksson et Franz Wittmann. Elles sont chaussées de pneus Pirelli.
- Audi

Audi Sport a engagé une 80 Quattro groupe A (moteur cinq cylindres atmosphérique de 2144 cm3, 190 chevaux) pour Rudolf Stohl, mais le pilote autrichien ne bénéficie cependant pas de l'assistance de l'usine.
- Subaru

Le constructeur japonais engage officiellement trois Leone RX groupe A, à transmission intégrale et moteur quatre cylindres à plat de 1782 cm3 avec turbocompresseur. Elles sont aux mains de Mike Kirkland, Possum Bourne et Frank Tundo. Elles pèsent 1000 kg et leur puissance maximale est de 180 chevaux. Le pilote privé Alessandro Molino dispose d'un modèle identique. Les Subaru sont chaussées de pneus Dunlop.

## Déroulement de la course

### Première étape

#### Nairobi - Kilimandjaro Buffalo Lodge
Les 69 équipages s'élancent le samedi matin, en direction du parc national d'Amboseli, au pied du Kilimandjaro. La première partie du parcours ne présente aucune difficulté, la plupart des équipages pointant dans le temps imparti. Dès le premier secteur sélectif, les Chyulu Hills, Björn Waldegård prend l'avantage sur ses adversaires, ne concédant que dix minutes de pénalisation, la Toyota du pilote suédois devançant d'une minute la Peugeot 205 de Juha Kankkunen. Au premier regroupement, l'écart entre les deux premiers reste inchangé alors que la 205 de Shekhar Mehta, troisième à trois minutes, précède de peu les deux autres Toyota, pilotées par Lars-Erik Torph et Erwin Weber. Les autres favoris suivent de près. Huitième sur sa Volkswagen, Kenneth Eriksson est en tête du groupe A.
| Pos. | Pilote           | Copilote         | Voiture                     | Groupe | Pénalités | Écart    |
| ---- | ---------------- | ---------------- | --------------------------- | ------ | --------- | -------- |
| 1    | Björn Waldegård  | Fred Gallagher   | Toyota Celica Twincam Turbo | B      | 10 min    |          |
| 2    | Juha Kankkunen   | Juha Piironen    | Peugeot 205 Turbo 16 E2     | B      | 11 min    | + 1 min  |
| 3    | Shekhar Mehta    | Rob Combes       | Peugeot 205 Turbo 16 E2     | B      | 13 min    | + 3 min  |
| 4    | Lars-Erik Torph  | Bo Thorszelius   | Toyota Celica Twincam Turbo | B      | 14 min    | + 4 min  |
| 5    | Erwin Weber      | Gunter Wanger    | Toyota Celica Twincam Turbo | B      | 15 min    | + 5 min  |
| 6    | Massimo Biasion  | Tiziano Siviero  | Lancia Rally 037            | B      | 16 min    | + 6 min  |
| 6=   | Vic Preston Jr   | John Lyall       | Lancia Rally 037            | B      | 16 min    | + 6 min  |
| 8    | Kenneth Eriksson | Peter Diekmann   | Volkswagen Golf GTI         | A      | 18 min    | + 8 min  |
| 9    | Markku Alén      | Ilkka Kivimäki   | Lancia Rally 037            | B      | 19 min    | + 9 min  |
| 10   | Possum Bourne    | Mike Fletcher    | Subaru RX Turbo             | A      | 21 min    | + 11 min |
| 11   | Johnny Hellier   | David Williamson | Lancia Rally 037            | B      |           |          |
| 12   | Greg Criticos    | Marzio Gravos    | Lancia Rally 037            | B      |           |          |

#### Kilimandjaro Buffalo Lodge - Mtito Andei
Les équipages repartent en direction des Monts Taita en fin d'après-midi. Waldegård va profiter d'une erreur de navigation de Kankkunen pour conforter légèrement son avance sur le pilote Peugeot. Légèrement retardé en début d'étape par des herbes obstruant le radiateur de sa Lancia, Markku Alén tombe en panne d'alternateur au cœur de la nuit. Privé de phares et d'essuie-glace, le Finlandais poursuit sa route en s'aidant d'une lampe de poche (!) ; bien que progressant à vitesse réduite, il ne peut cependant éviter une sortie de route deux kilomètres avant de rejoindre son assistance et va perdre au total plus d'une heure, chutant à la dix-septième place du classement général. Waldegård rejoint Mtito Andei avec six minutes d'avance sur Kankunnen et onze sur Mehta. Malgré quelques problèmes d'alternateur sur sa Lancia, Massimo Biasion est quatrième, ayant profité d'une erreur de Torph qui s'est trompé de route à une intersection et qui a rétrogradé au sixième rang, derrière Weber. Au volant de sa Subaru, Mike Kirkland a dépassé Eriksson et pris la tête du groupe A, mais il ne compte qu'une minute d'avance sur le Suédois.
| Pos. | Pilote           | Copilote         | Voiture                     | Groupe | Pénalités  | Écart    |
| ---- | ---------------- | ---------------- | --------------------------- | ------ | ---------- | -------- |
| 1    | Björn Waldegård  | Fred Gallagher   | Toyota Celica Twincam Turbo | B      | 30 min     |          |
| 2    | Juha Kankkunen   | Juha Piironen    | Peugeot 205 Turbo 16 E2     | B      | 36 min     | + 6 min  |
| 3    | Shekhar Mehta    | Rob Combes       | Peugeot 205 Turbo 16 E2     | B      | 41 min     | + 11 min |
| 4    | Massimo Biasion  | Tiziano Siviero  | Lancia Rally 037            | B      | 44 min     | + 14 min |
| 5    | Erwin Weber      | Gunter Wanger    | Toyota Celica Twincam Turbo | B      | 51 min     | + 21 min |
| 6    | Lars-Erik Torph  | Bo Thorszelius   | Toyota Celica Twincam Turbo | B      | 54 min     | + 24 min |
| 7    | Vic Preston Jr   | John Lyall       | Lancia Rally 037            | B      | 1 h 08 min | + 38 min |
| 8    | Mike Kirkland    | Robin Nixon      | Subaru RX Turbo             | A      | 1 h 21 min | + 51 min |
| 9    | Kenneth Eriksson | Peter Diekmann   | Volkswagen Golf GTI         | A      | 1 h 22 min | + 52 min |
| 10   | Possum Bourne    | Mike Fletcher    | Subaru RX Turbo             | A      | 1 h 24 min | + 54 min |
| 11   | Yosho Iwashita   | Yoshima Nakahara | Nissan 240RS                | B      |            |          |
| 12   | Greg Criticos    | Marzio Gravos    | Lancia Rally 037            | B      |            |          |
| 13   | Frank Tundo      | Quentin Thomson  | Subaru RX Turbo             | A      |            |          |
| 14   | Jayant Shah      | Lofty Drews      | Nissan 240RS                | B      |            |          |
| 15   | Markku Alén      | Ilkka Kivimäki   | Lancia Rally 037            | B      |            |          |

#### Mtito Andei - Nairobi
Le duel Waldegård-Kankkunen continue jusqu'à Nairobi, le Suédois conservant l'avantage et ralliant Nairobi avec quatre minutes d'avance sur la première Peugeot. Biasion a pris l'avantage sur Mehta et termine l'étape en troisième position, avec un quart d'heure minutes de retard sur le premier. Heurté par Weber dans les derniers kilomètres, Mehta va perdre six minutes supplémentaires pour faire réparer l'arrière de sa 205, rétrogradant au cinquième rang derrière le pilote allemand. Septième derrière Torph, Kirkland conserve le commandement du groupe A, trois minutes devant son coéquipier Possum Bourne qui a dépassé Eriksson. Huitième juste devant Bourne, Vic Preston a été retardé par des problèmes d'injection sur sa Lancia, son retard s'élevant à près d'une heure. Son coéquipier Alén a quant à lui regagné quelques places, il est désormais quatorzième, à une heure et vingt-trois minutes de la Toyota de tête. Il reste trente-huit voitures en course.

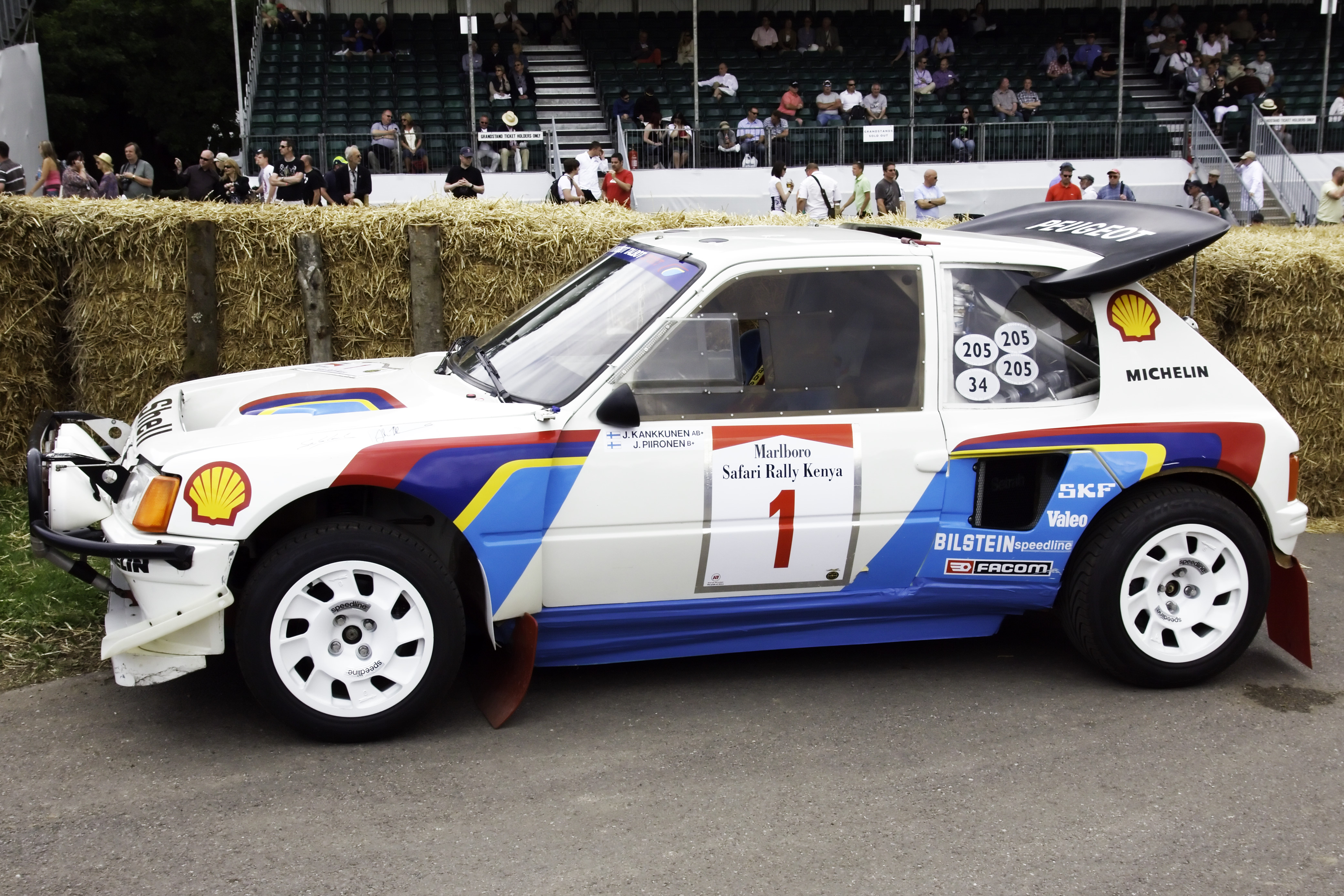
Au terme de la première étape, la Peugeot 205 Turbo 16 de Juha Kankkunen ne compte que quatre minutes de retard sur la Toyota de tête.

| Pos. | Pilote           | Copilote         | Voiture                     | Groupe | Pénalités  | Écart        |
| ---- | ---------------- | ---------------- | --------------------------- | ------ | ---------- | ------------ |
| 1    | Björn Waldegård  | Fred Gallagher   | Toyota Celica Twincam Turbo | B      | 38 min     |              |
| 2    | Juha Kankkunen   | Juha Piironen    | Peugeot 205 Turbo 16 E2     | B      | 42 min     | + 4 min      |
| 3    | Massimo Biasion  | Tiziano Siviero  | Lancia Rally 037            | B      | 53 min     | + 15 min     |
| 4    | Erwin Weber      | Gunter Wanger    | Toyota Celica Twincam Turbo | B      | 58 min     | + 20 min     |
| 5    | Shekhar Mehta    | Rob Combes       | Peugeot 205 Turbo 16 E2     | B      | 1 h 01 min | + 23 min     |
| 6    | Lars-Erik Torph  | Bo Thorszelius   | Toyota Celica Twincam Turbo | B      | 1 h 05 min | + 27 min     |
| 7    | Mike Kirkland    | Robin Nixon      | Subaru RX Turbo             | A      | 1 h 36 min | + 58 min     |
| 8    | Vic Preston Jr   | John Lyall       | Lancia Rally 037            | B      | 1 h 37 min | + 59 min     |
| 9    | Possum Bourne    | Mike Fletcher    | Subaru RX Turbo             | A      | 1 h 39 min | + 1 h 01 min |
| 10   | Kenneth Eriksson | Peter Diekmann   | Volkswagen Golf GTI         | A      | 1 h 49 min | + 1 h 11 min |
| 11   | Greg Criticos    | Marzio Gravos    | Lancia Rally 037            | B      | 1 h 55 min | + 1 h 17 min |
| 11=  | Frank Tundo      | Quentin Thomson  | Subaru RX Turbo             | A      | 1 h 55 min | + 1 h 17 min |
| 13   | Jayant Shah      | Lofty Drews      | Nissan 240RS                | B      | 1 h 57 min | + 1 h 19 min |
| 14   | Markku Alén      | Ilkka Kivimäki   | Lancia Rally 037            | B      | 2 h 01 min | + 1 h 23 min |
| 15   | Yosho Iwashita   | Yoshima Nakahara | Nissan 240RS                | B      | 2 h 10 min | + 1 h 32 min |

### Deuxième étape

#### Nairobi - Nyahururu
Les équipages repartent le dimanche après-midi, faisant route vers le nord. Biasion réduit rapidement l'écart sur Kankkunen et, peu après Naivasha, le dépasse pour le gain de la deuxième place. Dans le secteur suivant, c'est au tour de Weber de dépasser la première Peugeot, l'Allemand profitant ensuite des problèmes d'entraînement d'alternateur de Biasion pour s'emparer de la seconde place. Le pilote italien va perdre beaucoup de temps à son assistance, la courroie entraînant l'alternateur et la pompe à eau étant complètement sortie de son logement. Il chute alors à la cinquième place, derrière Torph et Kankkunen. Mehta a également rétrogradé au classement, après avoir été retardé par des problèmes de redémarrage après une crevaison puis par des ennuis d'allumage. Peu avant Emening, alors que Preston sort de la route, effectue un tonneau et termine sa course dans un fossé, Kankkunen casse un amortisseur ; l'assistance n'etant pas proche, l'équipage procède au remplacement de la pièce sur place et repart, ayant conservé la quatrième place. Alors que les trois Toyota ne rencontrent absolument aucun problème, Kankkunen perd quelques minutes supplémentaires à cause d'un allumage défaillant avant d'arracher sa suspension arrière et d'endommager sa transmission. Waldegård rejoint le parc fermé de Nyahururu avec vingt-cinq minutes d'avance sur son coéquipier Weber, Torph venant trois minutes plus loin. La réparation de la 205 a pu être menée à bien et Kankkunen est toujours quatrième, mais compte désormais près de cinquante minutes de retard. Biasion est à une heure vingt, juste devant Bourne qui a pris la tête du groupe A et précède la 205 Mehta, qui connaît des problèmes d'embrayage. Alén est remonté en neuvième position, à deux heures du premier. 
| Pos. | Pilote           | Copilote         | Voiture                     | Groupe | Pénalités  | Écart        |
| ---- | ---------------- | ---------------- | --------------------------- | ------ | ---------- | ------------ |
| 1    | Björn Waldegård  | Fred Gallagher   | Toyota Celica Twincam Turbo | B      | 1 h 09 min |              |
| 2    | Erwin Weber      | Gunter Wanger    | Toyota Celica Twincam Turbo | B      | 1 h 34 min | + 25 min     |
| 3    | Lars-Erik Torph  | Bo Thorszelius   | Toyota Celica Twincam Turbo | B      | 1 h 37 min | + 28 min     |
| 4    | Juha Kankkunen   | Juha Piironen    | Peugeot 205 Turbo 16 E2     | B      | 1 h 57 min | + 48 min     |
| 5    | Massimo Biasion  | Tiziano Siviero  | Lancia Rally 037            | B      | 2 h 30 min | + 1 h 21 min |
| 6    | Possum Bourne    | Mike Fletcher    | Subaru RX Turbo             | A      | 2 h 39 min | + 1 h 30 min |
| 7    | Shekhar Mehta    | Rob Combes       | Peugeot 205 Turbo 16 E2     | B      | 2 h 40 min | + 1 h 31 min |
| 8    | Mike Kirkland    | Robin Nixon      | Subaru RX Turbo             | A      | 2 h 43 min | + 1 h 34 min |
| 9    | Markku Alén      | Ilkka Kivimäki   | Lancia Rally 037            | B      | 3 h 09 min | + 2 h 00 min |
| 10   | Greg Criticos    | Marzio Gravos    | Lancia Rally 037            | B      | 3 h 22 min | + 2 h 13 min |
| 11   | Kenneth Eriksson | Peter Diekmann   | Volkswagen Golf GTI         | A      |            |              |
| 12   | Frank Tundo      | Quentin Thomson  | Subaru RX Turbo             | A      |            |              |
| 13   | Johnny Hellier   | David Williamson | Lancia Rally 037            | B      |            |              |
| 14   | Jayant Shah      | Lofty Drews      | Nissan 240RS                | B      |            |              |
| 15   | Yosho Iwashita   | Yoshima Nakahara | Nissan 240RS                | B      |            |              |

#### Nyahururu - Nairobi
Les concurrents repartent en direction du Mont Kenya. Peu après Rumuruti, Bourne sort de la route et ne peut continuer, son coéquipier Kirkland reprenant la tête du groupe A. Biasion rencontre à nouveau des problèmes de courroie d'accessoires. Loin du point d'assistance, il continue à faible allure mais, la pompe à eau n'etant plus entraînée, le moteur chauffe exagérément et le joint de culasse finit par lâcher ; l'abandon est inévitable. Sur les 205 de Kankkunen et Mehta, la poussière a endommagé les embrayages et les mécaniciens de Peugeot devront procéder à leur remplacement en fin d'étape. Un problème de fixation de wastegate coûte quelques minutes à Waldegård, qui termine néanmoins l'étape avec une demi-heure d'avance sur Weber (qui a perdu un peu de temps à cause d'une crevaison) et près d'une heure sur Torph. Derrière les trois Toyota, Alén a effectué une belle remontée, revenant au niveau de Kankkunen. Sixième juste devant Mehta, Kirkland conserve le commandement du groupe A, avec une demi-heure de marge sur Eriksson. Il ne reste plus que vingt-cinq voitures en course.

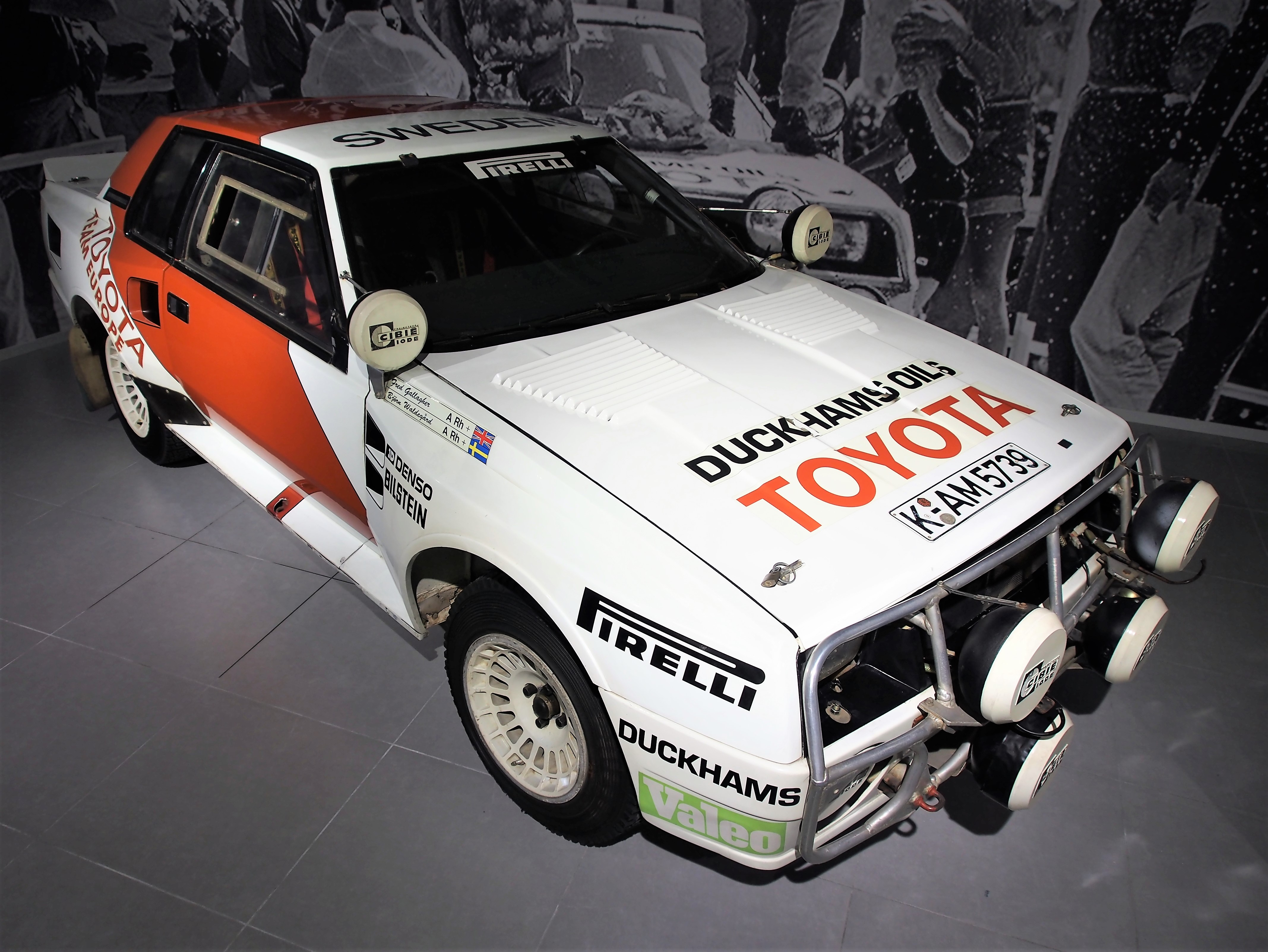
La Toyota Celica TCT groupe B est particulièrement adaptée aux pistes africaines. À l'issue de la deuxième étape, les Toyota officielles figurent aux trois premières places.

| Pos. | Pilote           | Copilote         | Voiture                     | Groupe | Pénalités  | Écart        |
| ---- | ---------------- | ---------------- | --------------------------- | ------ | ---------- | ------------ |
| 1    | Björn Waldegård  | Fred Gallagher   | Toyota Celica Twincam Turbo | B      | 1 h 55 min |              |
| 2    | Erwin Weber      | Gunter Wanger    | Toyota Celica Twincam Turbo | B      | 2 h 25 min | + 30 min     |
| 3    | Lars-Erik Torph  | Bo Thorszelius   | Toyota Celica Twincam Turbo | B      | 2 h 49 min | + 54 min     |
| 4    | Juha Kankkunen   | Juha Piironen    | Peugeot 205 Turbo 16 E2     | B      | 3 h 52 min | + 1 h 57 min |
| 4=   | Markku Alén      | Ilkka Kivimäki   | Lancia Rally 037            | B      | 3 h 52 min | + 1 h 57 min |
| 6    | Mike Kirkland    | Robin Nixon      | Subaru RX Turbo             | A      | 4 h 03 min | + 2 h 08 min |
| 7    | Shekhar Mehta    | Rob Combes       | Peugeot 205 Turbo 16 E2     | B      | 4 h 05 min | + 2 h 10 min |
| 8    | Kenneth Eriksson | Peter Diekmann   | Volkswagen Golf GTI         | A      | 4 h 34 min | + 2 h 39 min |
| 9    | Greg Criticos    | Marzio Gravos    | Lancia Rally 037            | B      | 4 h 51 min | + 2 h 56 min |
| 10   | Frank Tundo      | Quentin Thomson  | Subaru RX Turbo             | A      | 4 h 56 min | + 3 h 01 min |
| 11   | Johnny Hellier   | David Williamson | Lancia Rally 037            | B      | 5 h 19 min | + 3 h 24 min |
| 12   | Jayant Shah      | Lofty Drews      | Nissan 240RS                | B      | 6 h 09 min | + 4 h 14 min |
| 13   | Yosho Iwashita   | Yoshima Nakahara | Nissan 240RS                | B      | 6 h 27 min | + 4 h 32 min |
| 14   | Basil Criticos   | Surinder Thatthi | Opel Manta 400              | B      | 6 h 30 min | + 4 h 45 min |
| 15   | Ashok Patel      | Dalbir Kandola   | Nissan 240RS                | B      | 6 h 33 min | + 4 h 48 min |

### Troisième étape

#### Nairobi - Eldoret
La dernière étape est considérée comme la plus difficile du rallye, les mille premiers kilomètres, jusqu'à Eldoret, devant être parcourus sans interruption. Le départ est donné dans la journée du mardi. Aux environs de Nakuru, Waldegård connait une sérieuse alerte, un moyeu cède et une roue se détache. Heureusement pour le pilote suédois, la voiture d'assistance rapide arrive rapidement sur les lieux et les pièces nécessaires y sont prélevées. L'équipage prête main-forte aux mécaniciens et la remise en état est effectuée dans les meilleurs délais. L'opération coûte vingt-cinq minutes à Waldegård, qui ne compte plus que trois minutes d'avance sur son coéquipier Weber lorsqu'il reprend la piste. Weber va cependant être à son tour retardé dans le secteur de Kisumu, pont arrière cassé. La réparation va lui faire perdre près de trois quarts d'heure, le jeune pilote allemand perdant la deuxième place au profit de Torph. Malgré un remplacement préventif du pont arrière sur sa voiture, peu avant Eldoret, Waldegård rallie le parc fermé avec près de trente minutes d'avance sur Torph et plus d'une heure sur Weber. À cinq minutes de la dernière Toyota, Kankkunen conserve la quatrième place, ayant légèrement distancé Alén. Kirkland, sixième, conserve la tête du groupe A alors que son principal adversaire, Eriksson, est sorti de la route à cause d'un bris de direction et a mortellement blessé un spectateur ; bien que la voiture soit réparable, le pilote suédois, très affecté, a aussitôt abandonné.
| Pos. | Pilote          | Copilote         | Voiture                     | Groupe | Pénalités  | Écart        |
| ---- | --------------- | ---------------- | --------------------------- | ------ | ---------- | ------------ |
| 1    | Björn Waldegård | Fred Gallagher   | Toyota Celica Twincam Turbo | B      | 4 h 08 min |              |
| 2    | Lars-Erik Torph | Bo Thorszelius   | Toyota Celica Twincam Turbo | B      | 4 h 36 min | + 28 min     |
| 3    | Erwin Weber     | Gunter Wanger    | Toyota Celica Twincam Turbo | B      | 5 h 11 min | + 1 h 03 min |
| 4    | Juha Kankkunen  | Juha Piironen    | Peugeot 205 Turbo 16 E2     | B      | 5 h 16 min | + 1 h 08 min |
| 5    | Markku Alén     | Ilkka Kivimäki   | Lancia Rally 037            | B      | 5 h 28 min | + 1 h 20 min |
| 6    | Mike Kirkland   | Robin Nixon      | Subaru RX Turbo             | A      | 6 h 28 min | + 2 h 20 min |
| 7    | Frank Tundo     | Quentin Thomson  | Subaru RX Turbo             | A      | 7 h 06 min | + 2 h 58 min |
| 8    | Shekhar Mehta   | Rob Combes       | Peugeot 205 Turbo 16 E2     | B      | 7 h 07 min | + 2 h 59 min |
| 9    | Johnny Hellier  | David Williamson | Lancia Rally 037            | B      | 7 h 28 min | + 3 h 20 min |
| 10   | Greg Criticos   | Marzio Gravos    | Lancia Rally 037            | B      | 7 h 43 min | + 3 h 35 min |

#### Eldoret - Nairobi
Au départ d'Eldoret, si la victoire semble définitivement acquise pour Toyota qui occupe alors les trois premières positions, la lutte entre Peugeot et Lancia bat son plein, les deux constructeurs étant à égalité de points au classement provisoire du championnat du monde. En début de parcours, la course tourne à l'avantage du constructeur français, Kankkunen parvenant à dépasser Weber pour le gain de la troisième place. Mais aussitôt après, le Finlandais tombe en panne, le moteur s'étant soudain coupé. Il faudra trois quarts d'heure aux mécaniciens de l'équipe pour en déceler la cause, un relais défectueux. Lorsque Kankkunen peut enfin repartir, il a rétrogradé à la cinquième place tandis qu'Alén, qui a profité des problèmes de freins affectant Weber, est maintenant troisième. Dès lors, le classement en tête n'évoluera plus. Ayant mené de bout en bout, Waldegård rallie Nairobi avec vingt-huit minutes d'avance sur Torph, remportant son troisième Safari, Toyota y réalisant un nouveau doublé. Troisième, Alén permet à Lancia de prendre seul la tête du championnat du monde, avec une marge de quatre points sur Peugeot, Kankkunen terminant cinquième derrière Weber. Sixième devant son coéquipier Frank Tundo, Kirkland s'impose en groupe A alors que Mehta, ralenti en fin d'étape par des ennuis de moteur, a rétrogradé au huitième rang. Seulement seize voitures ont atteint l'arrivée.

### Classement général
| Pos | No | Pilote          | Copilote         | Voiture                     | Pénalisations | Écart        | Groupe |
| --- | -- | --------------- | ---------------- | --------------------------- | ------------- | ------------ | ------ |
| 1   | 2  | Björn Waldegård | Fred Gallagher   | Toyota Celica Twincam Turbo | 5 h 06 min    |              | B      |
| 2   | 10 | Lars-Erik Torph | Bo Thorszelius   | Toyota Celica Twincam Turbo | 5 h 34 min    | + 28 min     | B      |
| 3   | 3  | Markku Alén     | Ilkka Kivimäki   | Lancia Rally 037            | 6 h 12 min    | + 1 h 06 min | B      |
| 4   | 8  | Erwin Weber     | Gunter Wanger    | Toyota Celica Twincam Turbo | 6 h 20 min    | + 1 h 14 min | B      |
| 5   | 1  | Juha Kankkunen  | Juha Piironen    | Peugeot 205 Turbo 16 E2     | 7 h 12 min    | + 2 h 06 min | B      |
| 6   | 5  | Mike Kirkland   | Robin Nixon      | Subaru RX Turbo             | 7 h 37 min    | + 2 h 31 min | A      |
| 7   | 19 | Frank Tundo     | Quentin Thomson  | Subaru RX Turbo             | 8 h 11 min    | + 3 h 05 min | A      |
| 8   | 6  | Shekhar Mehta   | Rob Combes       | Peugeot 205 Turbo 16 E2     | 8 h 12 min    | + 3 h 06 min | B      |
| 9   | 20 | Greg Criticos   | Marzio Gravos    | Lancia Rally 037            | 9 h 05 min    | + 3 h 59 min | B      |
| 10  | 27 | Johnny Hellier  | David Williamson | Lancia Rally 037            | 9 h 11 min    | + 4 h 05 min | B      |

### Équipages de tête
- Björn Waldegård -  Fred Gallagher (Toyota Celica Twincam Turbo) : du C.H. n°1 au C.H. n°71

Note : jusqu'au C.H. n°4, la plupart des équipages de pointe à égalité, sans pénalité routière

## Résultats des principaux engagés
| No | Pilote            | Copilote         | Voiture                     | Groupe | Classement général                      | Class. groupe |
| -- | ----------------- | ---------------- | --------------------------- | ------ | --------------------------------------- | ------------- |
| 1  | Juha Kankkunen    | Juha Piironen    | Peugeot 205 Turbo 16 E2     | B      | 5e à 2 h 06 min                         | 5e            |
| 2  | Björn Waldegård   | Fred Gallagher   | Toyota Celica Twincam Turbo | B      | 1er                                     | 1er           |
| 3  | Markku Alén       | Ilkka Kivimäki   | Lancia Rally 037            | B      | 3e à 1 h 06 min                         | 3e            |
| 4  | Massimo Biasion   | Tiziano Siviero  | Lancia Rally 037            | B      | ab. dans la 2e étape (joint de culasse) | -             |
| 5  | Mike Kirkland     | Robin Nixon      | Subaru RX Turbo             | A      | 6e à 2 h 31 min                         | 1er           |
| 6  | Shekhar Mehta     | Rob Combes       | Peugeot 205 Turbo 16 E2     | B      | 8e à 3 h 06 min                         | 6e            |
| 7  | Jayant Shah       | Lofty Drews      | Nissan 240RS                | B      | ab. dans la 3e étape (sortie de route)  | -             |
| 8  | Erwin Weber       | Gunter Wanger    | Toyota Celica Twincam Turbo | B      | 4e à 1 h 14 min                         | 4e            |
| 10 | Lars-Erik Torph   | Bo Thorszelius   | Toyota Celica Twincam Turbo | B      | 2e à 28 min                             | 2e            |
| 14 | Vic Preston Jr    | John Lyall       | Lancia Rally 037            | B      | ab. dans la 2e étape (sortie de route)  | -             |
| 15 | Possum Bourne     | Mike Fletcher    | Subaru RX Turbo             | A      | ab. dans la 2e étape (sortie de route)  | -             |
| 16 | Alessandro Molino | Nicola Albanese  | Subaru RX Turbo             | A      | ab. dans la 1re étape (hors délai)      | -             |
| 17 | Kenneth Eriksson  | Peter Diekmann   | Volkswagen Golf GTI         | A      | ab. dans la 3e étape (sortie de route)  | -             |
| 18 | Franz Wittmann    | Matthias Feltz   | Volkswagen Golf GTI         | A      | 12e à 7 h 35 min                        | 3e            |
| 19 | Frank Tundo       | Quentin Thomson  | Subaru RX Turbo             | A      | 7e à 3 h 05 min                         | 2e            |
| 20 | Greg Criticos     | Marzio Gravos    | Lancia Rally 037            | B      | 9e à 3 h 59 min                         | 7e            |
| 21 | Ashok Patel       | Dalbir Kandola   | Nissan 240RS                | B      | ab. dans la 3e étape (hors délai)       | -             |
| 22 | Rudolf Stohl      | Reinhard Kaufman | Audi 80 Quattro             | A      | ab. dans la 2e étape (moteur)           | -             |
| 23 | Ian Duncan        | Ian Munro        | Toyota Corolla              | A      | ab. dans la 1re étape (moteur)          | -             |
| 24 | Yosho Iwashita    | Yoshima Nakahara | Nissan 240RS                | B      | ab. dans la 3e étape                    | -             |
| 25 | Yasuhiro Iwase    | Sudhir Vinayak   | Nissan 240RS                | B      | ab. dans la 1re étape                   | -             |
| 27 | Johnny Hellier    | David Williamson | Lancia Rally 037            | B      | 10e à 4 h 05 min                        | 8e            |
| 30 | Basil Criticos    | Surinder Thatthi | Opel Manta 400              | B      | 11e à 5 h 50 min                        | 9e            |

## Classements des championnats à l'issue de la course

### Constructeurs
- Attribution des points : 12, 10, 8, 7, 6, 5, 4, 3, 2, 1 respectivement aux dix premières marques de chaque épreuve, additionnés de 8, 7, 6, 5, 4, 3, 2, 1 respectivement aux huit premières de chaque groupe (seule la voiture la mieux classée de chaque constructeur marque des points). Les points de groupe ne sont attribués qu'aux concurrents déclarés officiellement par le constructeur et ayant terminé dans les dix premiers au classement général.
- Seuls les sept meilleurs résultats (sur onze épreuves) sont retenus pour le décompte final des points[2].

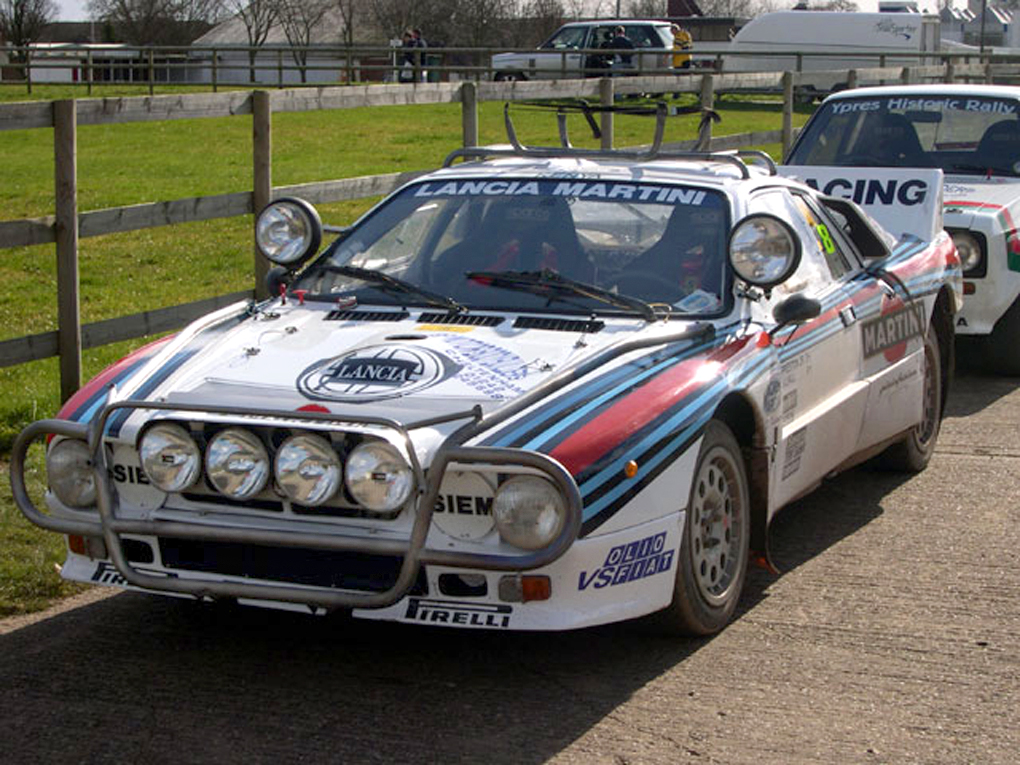
Grâce à la troisième place de Markku Alén au Safari sur une Rally 037, Lancia pointe en tête du classement provisoire du championnat du monde.

| Pos. | Marque     | Points | M-C  | SUE  | POR | SAF  | COR | ACR | NZ | ARG | FIN | SAN | RAC |
| ---- | ---------- | ------ | ---- | ---- | --- | ---- | --- | --- | -- | --- | --- | --- | --- |
| 1    | Lancia     | 51     | 12+8 | 10+7 | -   | 8+6  |     |     |    |     |     |     |     |
| 2    | Peugeot    | 47     | 10+7 | 12+8 | -   | 6+4  |     |     |    |     |     |     |     |
| 3    | Audi       | 29     | 8+6  | 7+8  | -   | -    |     |     |    |     |     |     |     |
| 4    | Toyota     | 20     | -    | -    | -   | 12+8 |     |     |    |     |     |     |     |
| 5    | Volkswagen | 19     | 2+7  | 4+6  | -   | -    |     |     |    |     |     |     |     |
| 6    | Ford       | 14     | -    | 8+6  | -   | -    |     |     |    |     |     |     |     |
| 7    | Subaru     | 13     | -    | -    | -   | 5+8  |     |     |    |     |     |     |     |
| 8    | Citroën    | 10     | -    | 5+5  | -   | -    |     |     |    |     |     |     |     |

### Pilotes
- Attribution des points : 20, 15, 12, 10, 8, 6, 4, 3, 2, 1 respectivement aux dix premiers de chaque épreuve.
- Seuls les sept meilleurs résultats (sur treize épreuves) sont retenus pour le décompte final des points.

| Pos. | Pilote                    | Marque     | Points | M-C | SUE | POR | SAF | COR | ACR | NZ | ARG | FIN | CIV | SAN | RAC | USA |
| ---- | ------------------------- | ---------- | ------ | --- | --- | --- | --- | --- | --- | -- | --- | --- | --- | --- | --- | --- |
| 1    | Juha Kankkunen            | Peugeot    | 36     | 8   | 20  | -   | 8   |     |     |    |     |     |     |     |     |     |
| 2    | Markku Alén               | Lancia     | 27     | -   | 15  | -   | 12  |     |     |    |     |     |     |     |     |     |
| 3    | Henri Toivonen            | Lancia     | 20     | 20  | -   | -   | -   |     |     |    |     |     |     |     |     |     |
| 3=   | Joaquim Moutinho          | Renault    | 20     | -   | -   | 20  | -   |     |     |    |     |     |     |     |     |     |
| 3=   | Björn Waldegård           | Toyota     | 20     | -   | -   | -   | 20  |     |     |    |     |     |     |     |     |     |
| 6    | Timo Salonen              | Peugeot    | 15     | 15  | -   | -   | -   |     |     |    |     |     |     |     |     |     |
| 6=   | Carlos Bica               | Lancia     | 15     | -   | -   | 15  | -   |     |     |    |     |     |     |     |     |     |
| 6=   | Lars-Erik Torph           | Toyota     | 15     | -   | -   | -   | 15  |     |     |    |     |     |     |     |     |     |
| 9    | Hannu Mikkola             | Audi       | 12     | 12  | -   | -   | -   |     |     |    |     |     |     |     |     |     |
| 9=   | Kalle Grundel             | Ford       | 12     | -   | 12  | -   | -   |     |     |    |     |     |     |     |     |     |
| 9=   | Giovanni del Zoppo        | Fiat       | 12     | -   | -   | 12  | -   |     |     |    |     |     |     |     |     |     |
| 12   | Walter Röhrl              | Audi       | 10     | 10  | -   | -   | -   |     |     |    |     |     |     |     |     |     |
| 12=  | Mikael Ericsson           | Audi       | 10     | -   | 10  | -   | -   |     |     |    |     |     |     |     |     |     |
| 12=  | Jorge Ortigão             | Toyota     | 10     | -   | -   | 10  | -   |     |     |    |     |     |     |     |     |     |
| 12=  | Erwin Weber               | Toyota     | 10     | -   | -   | -   | 10  |     |     |    |     |     |     |     |     |     |
| 16   | Gunnar Pettersson         | Audi       | 8      | -   | 8   | -   | -   |     |     |    |     |     |     |     |     |     |
| 16=  | «Tchine»                  | Opel       | 8      | -   | -   | 8   | -   |     |     |    |     |     |     |     |     |     |
| 18   | Bruno Saby                | Peugeot    | 6      | 6   | -   | -   | -   |     |     |    |     |     |     |     |     |     |
| 18=  | Jean-Claude Andruet       | Citroën    | 6      | -   | 6   | -   | -   |     |     |    |     |     |     |     |     |     |
| 18=  | Jean-Sébastien Couloumiès | Peugeot    | 6      | -   | -   | 6   | -   |     |     |    |     |     |     |     |     |     |
| 18=  | Mike Kirkland             | Subaru     | 6      | -   | -   | -   | 6   |     |     |    |     |     |     |     |     |     |
| 18=  | Kenneth Eriksson          | Volkswagen | 6      | 2   | 4   | -   | -   |     |     |    |     |     |     |     |     |     |